# نيكولاس أوريانا
نيكولاس أوريلانا (بالإسبانية: Nicolás Orellana)‏ (3 سبتمبر 1995 بسانتياغو في تشيلي - ) هو لاعب كرة قدم تشيلي في مركز الهجوم. شارك مع منتخب تشيلي تحت 20 سنة لكرة القدم. أما مع النوادي، فقد لعب مع كولو-كولو وسان ماركوس دي أريكا ‏.

## وصلات خارجية
- نيكولاس أوريانا على موقع قاعدة بيانات كرة القدم.إي يو (الإنجليزية)
- نيكولاس أوريانا على موقع Soccerway.com (الإنجليزية)
- نيكولاس أوريانا على موقع AS.com (الإسبانية)